# Lamis Alhussein Abdel Aziz
Lamis Alhussein Abdel Aziz (* 24. April 1998) ist eine ägyptische Tennisspielerin.

## Karriere
Alhussein Abdel Aziz spielt überwiegend ITF-Turniere. Sie gewann bislang auf der ITF Women’s World Tennis Tour acht Einzel- und vier Doppeltitel.
2016 spielte sie erstmals für die ägyptische  Billie-Jean-King-Cup-Mannschaft. In ihrer Billie-Jean-King-Cup-Bilanz hat sie vier Siege und 11 Niederlagen zu Buche stehen.

## Turniersiege

### Einzel
| Nr. | Datum              | Turnier             | Kategorie | Belag     | Finalgegnerin          | Ergebnis               |
| --- | ------------------ | ------------------- | --------- | --------- | ---------------------- | ---------------------- |
| 1.  | 12. September 2021 | Kairo               | ITF W15   | Sand      | Julija Stamatowa       | 3:6, 6:2, 6:2          |
| 2.  | 19. Dezember 2021  | Gizeh               | ITF W15   | Hartplatz | Tatiana Barkova        | 6:4, 7:5               |
| 3.  | 4. Juni 2023       | Monastir            | ITF W15   | Hartplatz | Martina Spigarelli     | 7:5, 6:3               |
| 4.  | 2. Juli 2023       | Monastir            | ITF W15   | Hartplatz | Lucía Llinares Domingo | 6:4, 6:0               |
| 5.  | 27. August 2023    | Monastir            | ITF W15   | Hartplatz | Marie Villet           | 7:62, 0:6, 6:3         |
| 6.  | 10. September 2023 | Monastir            | ITF W15   | Hartplatz | Lara Pfeifer           | 5:7, 6:4, 6:0          |
| 7.  | 29. September 2024 | Scharm asch-Schaich | ITF W15   | Hartplatz | Sandra Samir           | 6:3, 6:3               |
| 8.  | 29. Juni 2025      | Monastir            | ITF W15   | Hartplatz | Arabella Koller        | 6:1, 6:75, 2:0 Aufgabe |

### Doppel
| Nr. | Datum              | Turnier  | Kategorie   | Belag     | Partnerin               | Finalgegnerinnen               | Ergebnis         |
| --- | ------------------ | -------- | ----------- | --------- | ----------------------- | ------------------------------ | ---------------- |
| 1.  | 12. Mai 2018       | Kairo    | ITF $15.000 | Sand      | Maria Patrascu          | Ola Abou Zekry Sandra Samir    | 4:6, 6:3, [11:9] |
| 2.  | 28. September 2019 | Kairo    | ITF W15     | Sand      | Anastassija Solotarjowa | Bojana Marinković Sandra Samir | 7:5, 2:6, [10:3] |
| 3.  | 6. Juli 2024       | Monastir | ITF W15     | Hartplatz | Aglaja Fjodorowa        | Alexandra Iordache Liisa Varul | 6:3, 3:6, [10:5] |
| 4.  | 5. Juli 2025       | Monastir | ITF W15     | Hartplatz | Merna Refaat            | Patricija Paukštytė Elyse Tse  | 6:4, 3:6, [10:7] |